# Baumann Crag
Der Baumann Crag (englisch für Baumannfels) ist ein 1265 m hohes Felsenkliff im ostantarktischen Viktorialand. Er bildet das südliche Ende des Halfway-Nunatak.
Das Advisory Committee on Antarctic Names benannte das Kiff 1994 nach dem US-amerikanischen Kartografen Christopher C. Baumann vom United States Geological Survey, Mitglied der Mannschaft zur geodätischen Satellitenvermessung auf der Amundsen-Scott-Südpolstation im antarktischen Winter 1984 und Leiter einer Vermessungseinheit auf der Seymour-Insel im antarktischen Sommer 1992/1993.